# Taeniacanthus dentatus
Taeniacanthus dentatus is een eenoogkreeftjessoort uit de familie van de Taeniacanthidae. De wetenschappelijke naam van de soort is voor het eerst geldig gepubliceerd in 1964 door Sebastian.